# 氯酸
氯酸，化学式为HClO3，是氯的含氧酸之一，其中氯的氧化态为+5。它具强酸性（pKa=−2.7）及强氧化性，可用于制取多种氯酸盐。
它可由氯酸钡与硫酸反应，并滤去硫酸钡沉淀得到：
Ba(ClO3)2 + H2SO4 → 2HClO3 + BaSO4
或用次氯酸加热歧化的反应制取：
3HClO → HClO3 + 2 HCl
浓度在30%以下的氯酸冷溶液都是稳定的，40%的溶液也可由减压下小心蒸发制取，但是在加热时会分解，产物不一：
8HClO3 → 4HClO4 + 2H2O + 2Cl2 + 3 O2
3HClO3 → HClO4 + H2O + 2 ClO2
热力学上，氯酸是不稳定的，会自发发生歧化反应。